# 圣罗曼-德雅利奥纳斯
圣罗曼德雅利奥纳斯（法語：Saint-Romain-de-Jalionas，法語發音：[sɛ̃ ʁɔmɛ̃ də ʒaljɔnas]）是法国伊泽尔省的一个市镇，属于拉图尔迪潘区。

## 地理
圣罗曼-德雅利奥纳斯（45°45'11"N, 5°13'12"E）面积13.65 平方千米，位于法国奥弗涅-罗讷-阿尔卑斯大区伊泽尔省，该省份为法国东南部内陆省份，北起顺时针与安省、萨瓦省、上阿尔卑斯省、德龙省、阿尔代什省、卢瓦尔省和罗讷省。
与圣罗曼-德雅利奥纳斯接壤的市镇（或旧市镇、城区）包括：洛耶特、沙瓦诺兹、克雷米约、莱里约、蒂尼约-雅梅济约、韦尔纳、维勒穆瓦里约。
圣罗曼-德雅利奥纳斯的时区为UTC+01:00、UTC+02:00（夏令时）。

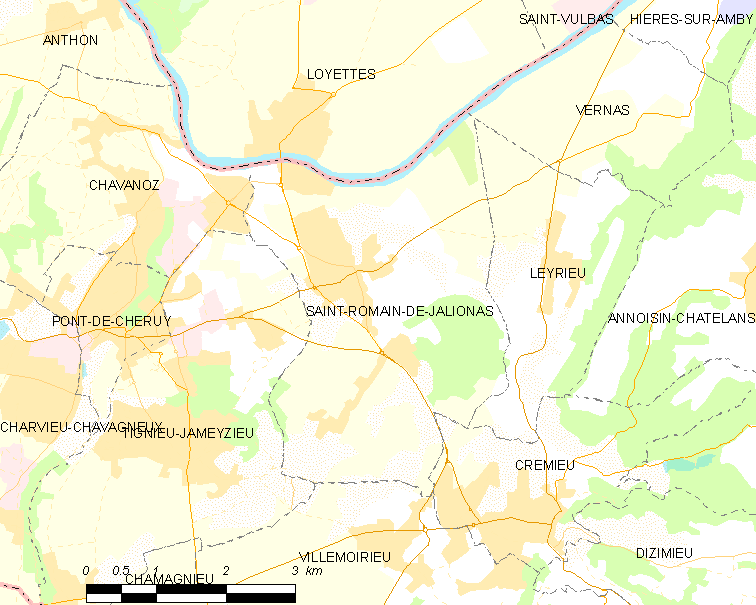
圣罗曼-德雅利奥纳斯的OSM定位图

## 行政
圣罗曼-德雅利奥纳斯的邮政编码为38460，INSEE市镇编码为38451。

## 政治
圣罗曼-德雅利奥纳斯所属的省级选区为沙尔维约-沙瓦尼厄县。

## 人口

1962-2008年间圣罗曼-德雅利奥纳斯人口变化图示

圣罗曼-德雅利奥纳斯于2022年1月1日时的人口数量为3405人。